# Кунсан
Кунсан (кор.  군산시 ,  群山 市, Gunsan-si) — місто в провінції Чолла-Пукто, Південна Корея.